# Molophilus cladocerus
Molophilus cladocerus är en tvåvingeart som beskrevs av Alexander 1921. Molophilus cladocerus ingår i släktet Molophilus och familjen småharkrankar. Inga underarter finns listade i Catalogue of Life.